# Aston Martin Vulcan
De Aston Martin Vulcan is een tweedeurs, tweezitter, hoogpresterende lichtgewicht auto die alleen in 2015 werd gelanceerd door de Britse luxeauto-fabrikant Aston Martin op de Autosalon van Genève in 2015.
De Vulcan is ontworpen door Aston Martin's creative officer Marek Reichman, geïnspireerd door de toenmalige Aston Martin huidige modellen, zoals de Vantage, de DB9 en de One-77. De productie bedroeg in totaal 24 auto's en elke auto had een prijs van $2,3 miljoen dollar.

## Specificaties
De motor, een zevenliter atmosferische V12, gemonteerd in een chassis van aluminiumlegering met een carrosserie van koolstofvezel, heeft een vermogen van 831 pk bij 7.750 tpm en 590 Nm koppel bij 6.500 tpm. De Vulcan is uitgerust met carbon keramische remmen, een magnesium koppelbuis met een koolstofvezel schroefas, limited-slip differentieel en een Xtrac zes speed sequentiële transmissie. De auto heeft een leeggewicht van 1.350 kg. De Vulcan maakt gebruik van Michelin Pilot Sport Cup 2-banden. De remkracht wordt ondersteund door koolstof keramische remmen, die 380 mm aan de voorkant, 360 mm aan de achterkant.
Het motorvermogen kan worden geselecteerd met behulp van een selectieknop in de auto, waarbij de eerste optie het vermogen op 507 pk instelt, de tweede optie 684 pk selecteert, en de derde optie waardoor de motor de volledige 831 pk kan leveren.
De auto heeft een race-afgeleide pushrod-ophanging met anti-duikgeometrie en wordt aangevuld door Multimatic 's Dynamic Suspension Spool Valve (DSSV) instelbare dempers en stabilisatorstangen, voor en achter door de bestuurder in te stellen antiblokkeersysteem en variabele tractie controle.
Net als de Ferrari FXX, 599XX, FXX-K en de McLaren P1 GTR moet de Vulcan worden goedgekeurd in de fabriek om op circuitdagen te rijden. In tegenstelling tot deze auto's kunnen klanten de auto echter alleen houden.

## Vulcan AMR Pro
Het AMR Pro-pakket voor de Vulcan werd onthuld op het Goodwood Festival of Speed 2017. Het pakket bevat extra aerodynamische stukken om de prestaties van de auto te verbeteren, met de aanwezigheid van een verbeterde tweevleugelige achtervleugel met een brancardklep, grote duikvliegtuigen, zijwielkasten en draaischoefen die zijn ontworpen om de stuurrespons te verbeteren. Deze verbeteringen zorgen ervoor dat de downforce-prestaties van de auto met 27% stijgen. Evenwicht is ook verbeterd, met een gewichtsverdeling van 47/53, vanwege het grootste deel van de druk richting het midden van de auto.
De auto heeft nog steeds dezelfde zevenliter atmosferische V12-motor als de standaard Vulcan, met een onveranderde stroomafgifte. De ratio's van de zesversnellingsbak worden aangepast en zijn nu korter om de versnelling te verbeteren.
Alle bestaande auto's kunnen op verzoek van de eigenaar worden uitgerust met het AMR Pro-pakket van de Q-divisie van Aston Martin.

## Straatlegale conversie
Een Aston Martin Vulcan werd straatlegaal gemaakt door het Britse ingenieursbureau RML Group door middel van een reeks wijzigingen. Deze auto blijft de enige Vulcan die legaal voor de weg wordt gemaakt. Er moesten verschillende wijzigingen worden doorgevoerd om aan verkeersregels te voldoen. De groep heeft achttien maanden nodig gehad om de hele auto aan te passen.
De rijhoogte van de auto wordt verhoogd voor bodemvrijheid. De achterste LED "messen" zijn bedekt met een plastic lichtbehuizing voor radiusbeheer. Twee geïntegreerde frontlampen zijn toegevoegd, geïnspireerd op het moderne Aston Martin-ontwerp. De styling van de lichten bootst de fabriekslichten van de Vulcan na. Wat de voorsplitser betreft, de hekken van de auto, die aan de zijkant van het aerodynamische stuk zijn geplaatst voor meer neerwaartse kracht, zijn verwijderd en de lengte van de koolstofvezel splitter is ook verkort.
De zevenliter atmosferische V12 wordt voor emissies opnieuw toegewezen en het koelsysteem wordt vervangen door een andere unit voor een betere temperatuurregeling, hoewel het zijn originele vermogen blijft behouden. De overbrengingsverhoudingen van de auto zijn gewijzigd en de koppeling is gewijzigd om de lancering gemakkelijker te maken dan de reguliere Vulcan. Veerfrequenties en dempingssnelheden zijn gewijzigd en rijhoogteheffen is toegevoegd om gemakkelijker te kunnen rijden op de weg. De maximale stuuruitslag werd vergroot om de auto meer te laten sturen en een kleinere draaicirkel te geven.
De zijspiegels van de Vulcan zijn vervangen door de spiegels van de DB11, omdat het spiegelglas van de reguliere Vulcan niet aan de wegvoorschriften voldoet en geen spiegelgeïntegreerde indicatoren bevat. Alle ramen zijn vervangen door specifieke eenheden die voldoen aan de wegregelgeving, en een ruitenwisser en sproeiers zijn toegevoegd. De achterbumper is aangepast om een Euro-spec- kentekenplaat te kunnen installeren, evenals kentekenplaatverlichting en een reflector. De uiteinden van de achtervleugelplaten bevatten een oranje lichtstrook voor richtingaanwijzers en de tankdop is gewijzigd. Wat het interieur betreft, de zittingen (die oorspronkelijk een vaste hoofdsteun hadden) zijn gewijzigd om zichtbaarheid mogelijk te maken en het stuurwiel is drastisch aangepast. De deuren zijn gecentraliseerd en de auto bevat een startblokkeersleutel.
Volgens RML kunnen eigenaren van deze auto de groep vragen de auto terug te draaien naar racespecificaties wanneer de eigenaar dat wenst.